# ZITO
Die Abkürzung ZITO (russisch ЦИТО) ist die gängige Bezeichnung für das Zentralinstitut für Traumatologie und Orthopädie „N. N. Priorow“ in Moskau (russ. Центра́льный институ́т травматоло́гии и ортопеди́и  им. Н. Н. Прио́рова).
Das Institut wurde 1921 für die Versorgung der Verletzten des Ersten Weltkrieges und des nachfolgenden Bürgerkriegs in Russland eingerichtet. Bereits im Jahre 1910 gegründet und zunächst als Krankenhaus des Moskauer Gesundheitswesens dienend, bekam es 1940 den Status als zentrales traumatologisch-orthopädisches Zentrum der UdSSR unter der Bezeichnung ZITO.
1971 erhielt es den Namen seines Gründers und langjährigen Leiters Professor Nikolai Nikolajewitsch Priorow. Es diente in der Folgezeit als methodisch-wissenschaftliches Zentrum für 19 Forschungsinstitute der Traumatologie und Orthopädie in großen Städten der Sowjetunion.
Zu den 12 Bereichen dieser großen Einrichtung gehört auch die 1952 geschaffene Abteilung für Sport-, Ballett- und Zirkusverletzungen, in der viele namhafte sowjetische Sportler und Künstler operiert und behandelt wurden.
Das ZITO stellt auch in der heutigen Russischen Föderation die bedeutendste Institution auf traumatologisch-orthopädischem Gebiet dar. Jährlich werden mehr als 6100 Patienten, darunter 1120 mit Akutverletzungen, in einer durchgehend dienstbereiten Unfallambulanz behandelt. Mit mehreren modern ausgestatteten Rettungswagen wird auch die Nothilfe vor Ort geleistet.